# Episodi di CSI: Miami (settima stagione)
La settima stagione della serie televisiva CSI: Miami, composta da 25 episodi, è stata trasmessa sul canale statunitense CBS dal 22 settembre 2008 al 18 maggio 2009. 
In Italia, la settima stagione è stata trasmessa in prima visione assoluta su Italia 1 dal 16 settembre 2009 al 5 marzo 2010.
| nº | Titolo originale                 | Titolo italiano      | Prima TV USA      | Prima TV Italia   |
| -- | -------------------------------- | -------------------- | ----------------- | ----------------- |
| 1  | Resurrection (2)                 | Resurrezione         | 22 settembre 2008 | 16 settembre 2009 |
| 2  | Won't Get Fueled Again           | La torcia umana      | 29 settembre 2008 | 23 settembre 2009 |
| 3  | And How Does That Make You Kill? | Pulsioni omicide     | 6 ottobre 2008    | 30 settembre 2009 |
| 4  | Raging Cannibal                  | Il cannibale         | 13 ottobre 2008   | 7 ottobre 2009    |
| 5  | Bombshell                        | Un vestito esplosivo | 20 ottobre 2008   | 14 ottobre 2009   |
| 6  | Wrecking Crew                    | Il testimone         | 3 novembre 2008   | 21 ottobre 2009   |
| 7  | Cheating Death                   | Ingannando la morte  | 10 novembre 2008  | 28 ottobre 2009   |
| 8  | Gone Baby Gone                   | Foto di famiglia     | 17 novembre 2008  | 4 novembre 2009   |
| 9  | Power Trip                       | Abuso di potere      | 24 novembre 2008  | 11 novembre 2009  |
| 10 | The DeLuca Motel                 | Il motel della morte | 8 dicembre 2008   | 18 novembre 2009  |
| 11 | Tipping Point                    | Punto di non ritorno | 15 dicembre 2008  | 25 novembre 2009  |
| 12 | Head Case                        | Senza memoria        | 12 gennaio 2009   | 2 dicembre 2009   |
| 13 | And They're Offed                | L'ultima corsa       | 19 gennaio 2009   | 9 dicembre 2009   |
| 14 | Smoke Gets in Your CSI's         | Fumo nero            | 2 febbraio 2009   | 16 dicembre 2009  |
| 15 | Presumed Guilty                  | Presunto colpevole   | 9 febbraio 2009   | 23 dicembre 2009  |
| 16 | Sink or Swim                     | Clandestino          | 2 marzo 2009      | 30 dicembre 2009  |
| 17 | Divorce Party                    | Festa di divorzio    | 9 marzo 2009      | 6 gennaio 2010    |
| 18 | Flight Risk                      | L'ultimo volo        | 16 marzo 2009     | 15 gennaio 2010   |
| 19 | Target Specific (1)              | Obiettivo preciso    | 23 marzo 2009     | 22 gennaio 2010   |
| 20 | Wolfe in Sheep's Clothing (2)    | Il ricatto russo     | 30 marzo 2009     | 29 gennaio 2010   |
| 21 | Chip/Tuck                        | Lifting letale       | 13 aprile 2009    | 5 febbraio 2010   |
| 22 | Dead on Arrival                  | Tragico reality      | 27 aprile 2009    | 12 febbraio 2010  |
| 23 | Collateral Damage                | Danni collaterali    | 4 maggio 2009     | 19 febbraio 2010  |
| 24 | Dissolved                        | Dissolto             | 11 maggio 2009    | 26 febbraio 2010  |
| 25 | Seeing Red                       | L'evasione           | 18 maggio 2009    | 5 marzo 2010      |

## Resurrezione
- Titolo originale: Resurrection (2)
- Diretto da: Joe Chappelle
- Scritto da: Barry O'Brien

### Trama
Mentre Horatio attende all'aeroporto che arrivino suo figlio e la madre per farli scappare, viene ferito con dei colpi di pistola. Ryan è il primo a accorrere, seguito dagli altri della squadra che si metteranno alla ricerca del suo assassino. Intanto continueranno anche l'indagine per fermare i nuovi proiettili corazzati.
- Special guest star: Johnny Whitworth, Elizabeth Berkley, Sofia Milos, José Zúñiga, Evan Ellingson, Kim Coates, David Keith, Boti Bliss, Kurt Long, Saul Huezo

## La torcia umana
- Titolo originale: Won't Get Fueled Again
- Diretto da: Matt Earl Beesley
- Scritto da: Corey Evett e Matt Partney

### Trama
Un party sulla spiaggia viene interrotto da un uomo che sta bruciando vivo. La squadra indaga su chi ha commesso l'omicidio ma scoprirà che dietro c'è anche la tratta di donne provenienti dall'America latina.
- Special guest star: Megalyn Echikunwoke, Neil Jackson, Aimee Garcìa, Jake McLaughlin, Wesley Jonathan, Akie Kotabe

## Pulsioni omicide
- Titolo originale: And How Does That Make You Kill?
- Diretto da: Sam Hill
- Scritto da: Tamara Jaron

### Trama
Una ragazza viene uccisa nello studio di sua madre, una terapeuta. Si indaga sui pazienti di quest'ultima.
- Special guest star: Megalyn Echikunwoke, Golden Brooks, Omari Hardwick, Bradford Tatum, Jesse Lee Soffer, Gail O'Grady, Boti Bliss, Christopher Redman, Brett Davern, Chelsea Ricketts

## Il cannibale
- Titolo originale: Raging Cannibal
- Diretto da: Gina Lamar
- Scritto da: Brian Davidson

### Trama
L'autopsia di un cadavere rivela che quest'ultimo ha mangiato carne umana, e dai tatuaggi presenti sulla pelle ingerita si risale alla mafia russa.

## Un vestito esplosivo
- Titolo originale: Bombshell
- Diretto da: Eric Mirich
- Scritto da: Marc Dube

### Trama
In un negozio di abbigliamento, una ragazza innesca una bomba quando chiude la zip del vestito che indossa, la squadra indaga per capire se l'obiettivo era la ragazza o il negozio. Intanto Horatio aiuta Julia, che ha smesso di prendere i propri medicinali e ha sperperato il suo patrimonio.
- Special guest star: Elizabeth Berkley, Evan Ellingson, Derek Webster, Ashley Benson, Dan Bucatinsky, Larry Poindexter, Jolene Blalock, Boti Bliss, Chad Allen, Samantha Quan

## Il testimone
- Titolo originale: Wrecking Crew
- Diretto da: Joe Chappelle
- Scritto da: Corey Miller

### Trama
La figlia di Joseph Salucci, noto gangster di Miami, perde la vita perché travolta sulla spiaggia da un ragazzo. Il ragazzo scompare ma un testimone afferma di aver sentito qualcuno sparargli a nome di Salucci. Mentre è in un luogo protetto prima di testimoniare, viene ucciso. Non potendo dimostrare il coinvolgimento di Salucci in tutto ciò, la squadra cerca di ritrovare il ragazzo scomparso.
- Special guest star: Tim DeKay, Melinda McGraw, Tom Pelphrey, Devon Graye, Joe Penny, James Russo, Boti Bliss, Samantha Quan

## Ingannando la morte
- Titolo originale: Cheating Death
- Diretto da: Sam Hill
- Scritto da: Krystal Houghton

### Trama
Un uomo è ritrovato morto e ammanettato a un letto, accanto a una donna che afferma di non ricordare niente perché drogata.
- Special guest star: Wendy Glenn, Vanessa Branch, James MacDonald, Shalim Ortiz, Andrew Walker, Lucy Lawless, Boti Bliss, Samantha Quan, Jenna Gavigan

## Foto di famiglia
- Titolo originale: Gone Baby Gone
- Diretto da: Carey Meyer
- Scritto da: Dominic Abeyta

### Trama
Un uomo e una donna rapiscono una bambina di 10 mesi fingendo che fosse loro figlia, poi chiedono il riscatto, ma si scoprirà che sono solo stati assoldati.
- Special guest star: Alexandra Holden, Peter Porte, Mark Humphrey, Steven R. McQueen, Bradley Snedeker, Teri Polo

## Abuso di potere
- Titolo originale: Power Trip
- Diretto da: Joe Chappelle
- Scritto da: Corey Evett e Matt Partney

### Trama
Dall'autopsia sul corpo di una donna trovata morta per arresto cardiaco da shock elettrico, la squadra si ricollega a un omicidio precedente. Il detective che aveva seguito quel caso è convinto della colpevolezza di un oculista e spinge per incolpare lui, fino a oltrepassare il limite.
- Special guest star: Malik Yoba
- Guest star: Shana Collins, Jamie Thomas King, James Urbaniak, Boti Bliss, J.P. Pitoc

## Il motel della morte
- Titolo originale: The DeLuca Motel
- Diretto da: Gina Lamar
- Scritto da: Sunil Nayar

### Trama
Nel motel in cui risiede Eric avviene la morte di un ragazzo a cui hanno sparato, ma anche Eric resta ferito. Le traiettorie non coincidono perciò la squadra deve indagare su entrambi i fronti. Da una parte la sparizione di una borsa piena di denaro, dall'altra una minaccia collegata al passato di Eric.
- Special guest star: Adriana Barraza
- Guest star: Kayla Mae Maloney, Corin Nemec, Nicki Aycox, Isabella Hofmann, Jordi Vilasuso, Raya Meddine, Matt Funke

## Punto di non ritorno
- Titolo originale: Tipping Point
- Diretto da: Marco Black
- Scritto da: Brian Davidson

### Trama
Un uomo, un reverendo, viene ucciso per caso da una trivella dopo essere stato sepolto vivo. Nella sua comunità, aiuta i ragazzi a evitare di entrare nella gang di quartiere, quindi la squadra indaga su di loro. Intanto Natalia aiuta una donna che è stata ricattata dall'impresario delle pompe funebri per il funerale di sua figlia.
- Guest star: Jon Seda, Shahine Ezell, Cara Santana, Michelle Bonilla, Boti Bliss, Jullian Dulce Vida, Marcelo Tubert, Alex Skuby

## Senza memoria
- Titolo originale: Head Case
- Diretto da: Sam Hill
- Scritto da: Tamara Jaron

### Trama
Un ragazzo coperto di sangue vaga per strada e, quando fermato dalla polizia, racconta di non ricordare nulla. La squadra indaga a ritroso, per trovare la vittima, mentre Eric empatizza con il ragazzo.
- Guest star: Tom Guiry, Brian J. White, Glen Powell Jr., Boti Bliss, Christopher Redman, Michael Copon, Ernest Waddell

## L'ultima corsa
- Titolo originale: And They're Offed
- Diretto da: Matt Earl Beesley
- Scritto da: Barry O'Brien

### Trama
Un proprietario di cavalli viene ucciso durante una corsa e la squadra indaga per scoprire il colpevole. Intanto Ryan, per aiutare un suo amico, scopre che è nei guai con il boss della mafia russa.
- Special guest star: Josh Hopkins
- Guest star: Brian Van Holt, Andrew Divoff, James Madio, Graham Beckel, Christopher Redman, Samantha Quan, Tanner Blaze, Lewis Smith

## Fumo nero
- Titolo originale: Smoke Gets in Your CSI's
- Diretto da: Joe Chappelle
- Scritto da: Krystal Houghton

### Trama
Calleigh e Ryan rispondono a una chiamata secondo cui in una casa abbandonata c'è un cadavere in decomposizione. Una volta trovato però, restano intrappolati nella casa, dove qualcuno cerca di sparargli e appicca poi un incendio. I due si salvano, e salvano anche il corpo, ma Calleigh risente pesantemente dei fumi inalati e viene ricoverata in ospedale, dove Eric le confessa i suoi sentimenti. Intanto la squadra indaga sul chi ha attentato alla loro vita e ha ucciso l'uomo, scoprendo che non è un'unica persona.
- Guest star: Khandi Alexander, Josh Stewart, Stephen Martines, Kim Hawthorne, Chad L. Coleman, Fredro Starr, Elisabeth Ann Bennett, Peter Lavin

## Presunto colpevole
- Titolo originale: Presumed Guilty
- Diretto da: Larry Detwiler
- Scritto da: Corey Miller

### Trama
Un uomo viene giudicato colpevole dal tribunale ma allo stesso tempo si scoprono nuovi indizi che lo scagionerebbero. A contrastare le indagini l'avvocato che difende sia l'uomo che un altro sospettato.
- Special guest star: Sean Combs
- Guest star: Chris Wiehl, Nicholas Gonzalez, Lisa Vidal, Rachel Miner, Jim Pirri, Scott Klace

## Clandestino
- Titolo originale: Sink Or Swim
- Diretto da: Sam Hill
- Scritto da: Marc Dube

### Trama
L'avvocato dell'episodio precedente organizza una festa sul suo yacht ma due malviventi rapinano gli invitati e la fidanzata dell'avvocato viene colpita da un dardo. Si scoprirà che dietro c'è qualcuno che li ha ingaggiati ma non potrà essere incolpato perché le prove contro di lui sono state trovate e analizzate da Eric, che verrà accusato di clandestinità, a causa della scoperta delle sue vere origini. L'avvocato allora prenderà in mano la causa di Eric per farlo liberare e rimanere negli Stati Uniti.
- Special guest star: Rade Šerbedžija, Sean Combs
- Guest star: Sofia Milos, Johnny Messner, Danneel Harris, Mark Ivanir, Scott Klace, Karen Austin, Christopher Redman, Michael Rodrick, Ella Thomas

## Festa di divorzio
- Titolo originale: Divorce Party
- Diretto da: Karen Gaviola
- Scritto da: Corey Evett e Matt Partney

### Trama
Una donna organizza la sua festa di divorzio ma viene trovato impiccato l'ex marito. Indagando sulla vita della vittima, la squadra scoprirà che egli ha una doppia vita, con una doppia famiglia. Trovato il movente, cercheranno il colpevole.
- Special guest star: Christa Miller, Kelly Rowan
- Guest star: Elizabeth Berkley, Evan Ellingson, Peter Paige, Aimee Teegarden, Bruce Thomas, Andrew James Allen, Christopher Redman, Wes Ramsey

## L'ultimo volo
- Titolo originale: Flight Risk
- Diretto da: Joe Chappelle
- Scritto da: Sunil Nayar

### Trama
Sul nastro porta bagagli all'aeroporto viene ritrovato il corpo senza vita di una delle hostess. La squadra indaga su cosa è avvenuto in volo.
- Guest star: Jaimie Alexander, Seth Gilliam, Sarah Buxton, Evan Ellingson, Nathan Baesel, Tom Parker, Boti Bliss, Wes Ramsey, Kimberly Huie, Michelle Pierce

## Obiettivo preciso
- Titolo originale: Target Specific
- Diretto da: Sam Hill
- Scritto da: Tamara Jaron

### Trama
Una chef a domicilio torna a casa e viene pugnalata da qualcuno. Lei sostiene di essere riuscita a sparare al colpevole, ma gli agenti scoprono che indossa un abito antiproiettile. Indagando scopriranno che sono coinvolti esponenti della mafia russa. La squadra scoprirà anche di essere stata fotografata e seguita e a termine dell'episodio avverrà un sequestro.
- Guest star: Joe Manganiello, Andrew Divoff, Ashley Scott, Judy Marte, Evan Ellingson, Christopher Redman, Steven Brand, Michael Khmourov, Christie Herring, Rob Kerkovich

## Il ricatto russo
- Titolo originale: Wolfe in Sheep's Clothing
- Diretto da: Carey Meyer
- Scritto da: Krystal Houghton

### Trama
Ryan, sequestrato dai russi, viene liberato per lavorare in un'indagine ed evitare che determinati sospettati siano incriminati. Ryan accetta per salvare la vita al figlio del suo amico.
- Special guest star: Josh Hopkins
- Guest star: David Zayas, Emily Foxler, Wes Ramsey, Aaron Behr, Dimitri Diatchenko

## Lifting letale
- Titolo originale: Chip/Tuck
- Diretto da: Allison Liddi
- Scritto da: Brian Davidson

### Trama
Un chirurgo estetico viene spinto in una sminuzzatrice e la squadra indaga sui suoi pazienti. Attraverso questa indagine Horatio scopre che Saris è ancora vivo.
- Special guest star: Kim Coates
- Guest star: Elizabeth Berkley, Brooke Burns, Kevin Rahm, Amelia Heinlie, David Lee Smith, Evan Ellingson, James Patrick Stuart, Steve Byers, Kate French, Wes Ramsey, Christopher Redman, Jake Thomas, Paulina Olyszynki

## Tragico reality
- Titolo originale: Dead on Arrival
- Diretto da: Gina Lamar
- Scritto da: Corey Miller

### Trama
Dodici ragazze partecipano a un reality per trovare l'amore e vincere un milione di dollari. Durante la finale una di esse viene uccisa e si indaga per trovare il colpevole.
- Guest star: Diedrich Bader, Adrianne Palicki, Jordan Belfi, Kelly Overton, Evan Ellingson, Mike Pniewski, Boti Bliss, Christopher Redman, Austin Highsmith, Russell Richardson

## Danni collaterali
- Titolo originale: Collateral Damage
- Diretto da: Sam Hill
- Scritto da: Marc Dube

### Trama
In un ristorante esplode una granata dove muoiono due persone, e la squadra cerca di capire chi fosse il destinatario. Durante le autopsie, si scopre un'altra granata.
- Guest star: Sprague Grayden, Kamar de los Reyes, Drew Tyler Bell, Evan Ellingson, Wes Ramsey, Gizza Elizondo, Rob Kerkovich, Marguerite Macintyre, Trevor Peterson, Edward Edwards, Billoah Greene

## Dissolto
- Titolo originale: Dissolved
- Diretto da: Matt Earl Beesley
- Scritto da: Corey Evett e Matt Partney

### Trama
Saris, ospite di un suo amico, ha un diverbio al termine del quale spinge l'amico in piscina. La piscina però è piena di una sostanza che lo uccide. Nel cercare il colpevole, la squadra troverà anche altri cadaveri. Ryan intanto si convince che è necessario denunciare il problema della dottoressa Price.
- Special guest star: Walton Goggins, Kim Coates
- Guest star: Elizabeth Berkley, Laura Allen, Jeff Fahey, Evan Ellingson, David Lee Smith, Theo Rossi, Christopher Redman, Karen Austin, Kevin Thoms

## L'evasione
- Titolo originale: Seeing Red
- Diretto da: Joe Chappelle
- Scritto da: Barry O'Brien

### Trama
Il boss russo incarcerato viene avvelenato e durante il trasporto in ospedale riesce a scappare grazie a un agguato dei russi. Ma le dinamiche dimostrano che il fine non era liberarlo. Intanto i russi vogliono recuperare delle armi, avendo perso un carico a causa del boss, decidono di rubare le armi sequestrate dalla polizia. Durante la sparatoria Calleigh vede chiaramente che al volante di una delle auto dei russi, c'è Eric, che cerca di salvare il padre.
- Special guest star: Rade Šerbedžija, Brian Austin Green
- Guest star: Sofia Milos, Andrew Divoff, Mark Ivanir, Tamlyn Tomita, Vicellous Shannon